# Roccapalumba
Roccapalumba é uma comuna italiana da região da Sicília, província de Palermo, com cerca de 2.843 habitantes. Estende-se por uma área de 31 km², tendo uma densidade populacional de 92 hab/km². Faz fronteira com Alia, Caccamo, Castronovo di Sicilia, Lercara Friddi, Vicari.

## Demografia
| Variação demográfica do município entre 1861 e 2011                               |
|                                                                                   |
| Fonte: Istituto Nazionale di Statistica (ISTAT) - Elaboração gráfica da Wikipedia |